# Projekt M

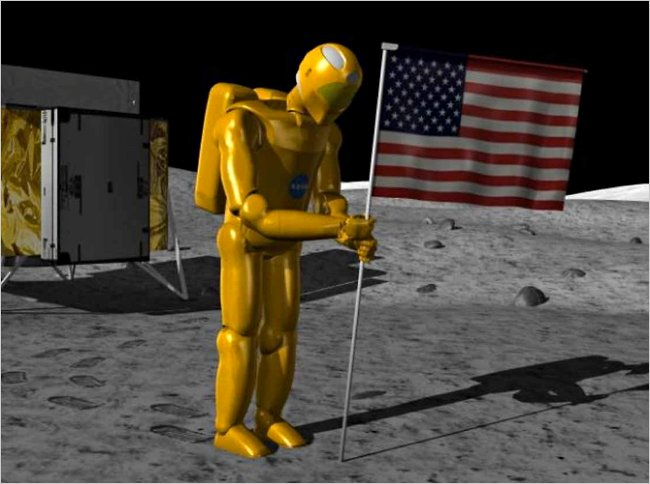
Wizualizacja robota Robonaut 2 na Księżycu

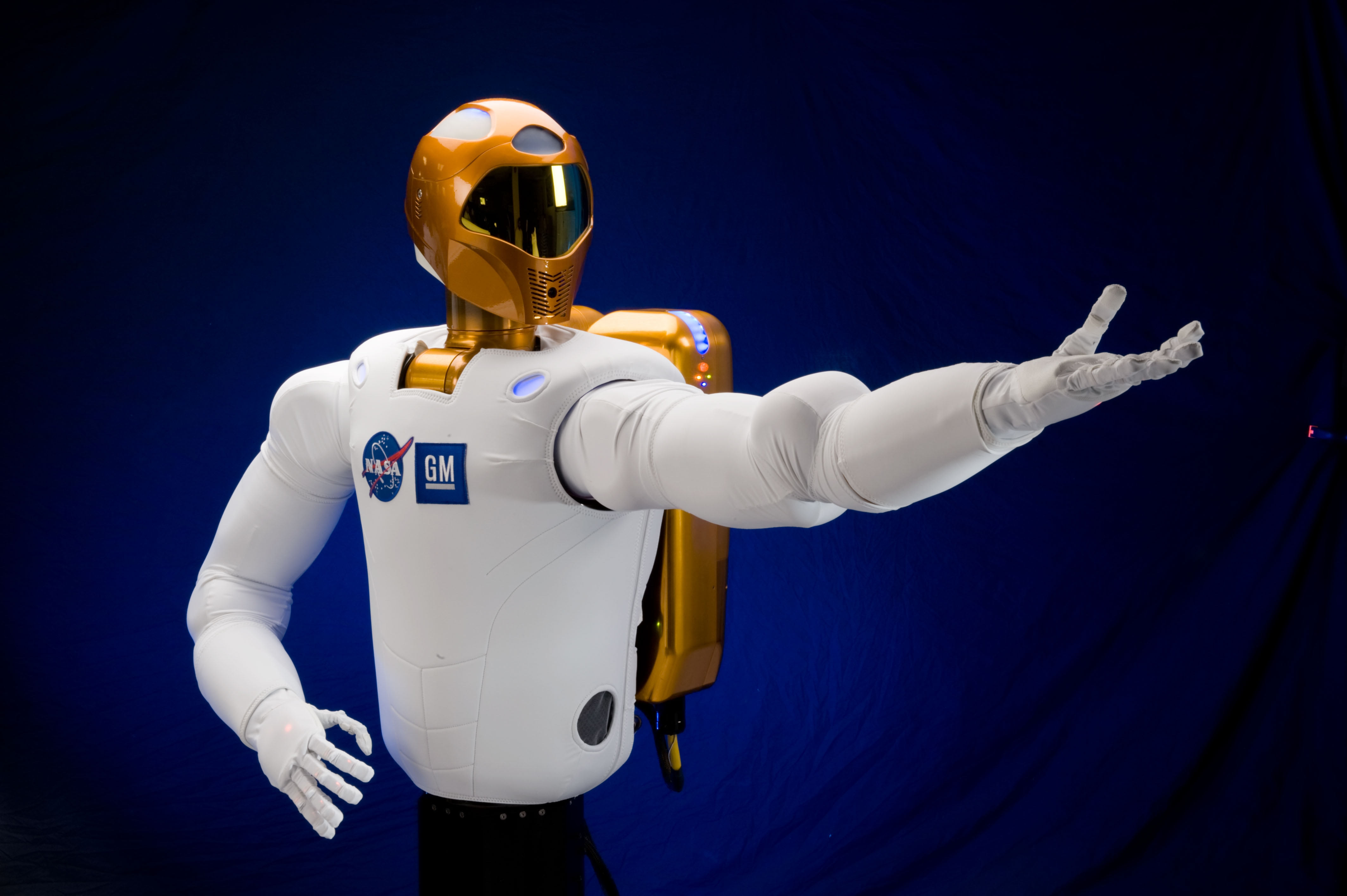
Robonaut 2

Projekt M był proponowanym przez NASA projektem wysłania Robonauty na Księżyc. Pierwotnie miał on zostać zrealizowany w ciągu zaledwie tysiąca dni od oficjalnego ogłoszenia, ale do tego czasu został przeniesiony do Projektu Morpheus.

## Historia
NASA przewidywała, że projekt mógł kosztować mniej niż 200 milionów dolarów jednak dodatkowe 250 milionów dolarów byłoby potrzebne na projekt rakiety nośnej. W projekcie wykorzystano lądownik opracowany przez Armadillo Aerospace.